# Лайонс, Израэль
Израэль Лайонс Младший (1739—1775) — английский математик и ботаник.

## Биография
Родился в Кембридже, сын Израэля Лайонса старшего (умер в 1770 году). Он считался вундеркиндом, особенно в математике, и Роберт Смит, учитель Тринити-колледжа, взял его под свое крыло и заплатил за его обучение.
Из-за еврейского происхождения Лайонсу не было разрешено стать официальным членом Кембриджского университета. Тем не менее, его блестящие результаты в учебе привели к публикации «Treatise on Fluxions» в возрасте 19 лет и через несколько лет он опубликовал обзор флоры Кембриджа. Джозеф Бэнкс заплатил Лайонсу за ряд ботанических лекций в Оксфордском университете.
Израэль Лайонс был избран Королевским астрономом для вычисления астрономических таблиц для морского альманаха. Позже, в 1773 году Джозеф Бэнкс обеспечил Лайонсу должность астронома в экспедиции на Северный полюс во главе с ботаником Константином Фиппсом.
В марте 1774 года Лайонс женился на Фиби Пирсон, дочери Ньюмана Пирсона из Кембриджшира, и поселился в Лондоне. Там он умер от кори 1 мая 1775 в возрасте всего лишь 36 лет, во время подготовки им полного издания работ Эдмонда Галлея, спонсируемого Лондонским королевским обществом.